# Eckener-Schule RBZ Flensburg
Die Eckener-Schule Regionales Berufsbildungszentrum (RBZ) Flensburg (AöR) besuchen (im Jahr 2022) etwa 2100 Schüler, die sich in einer gewerblich-technisch-gestalterischen Berufsausbildung oder in einem vollzeitschulischen Bildungsgang befinden.

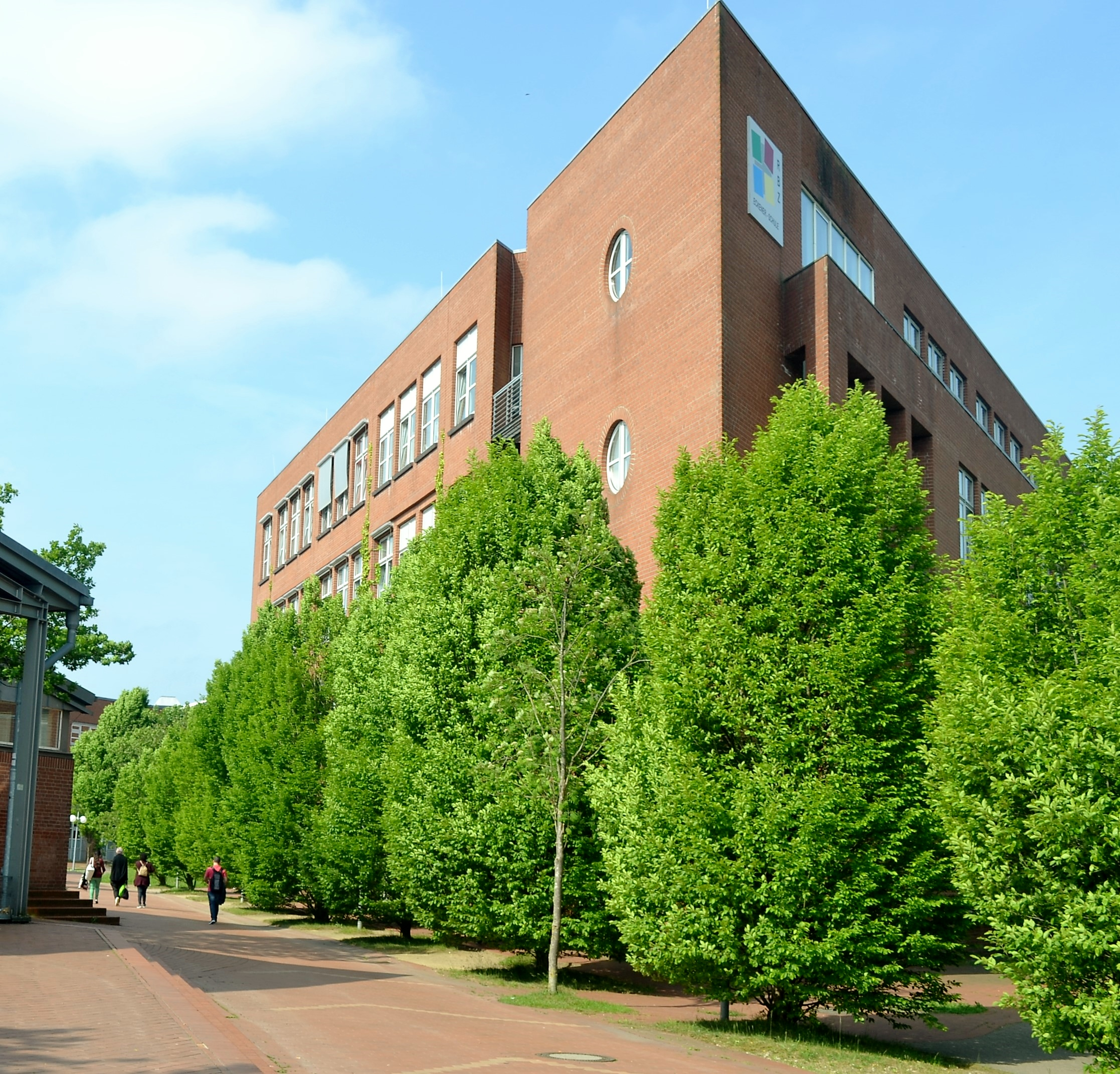
Fassadenecke Eckener-Schule

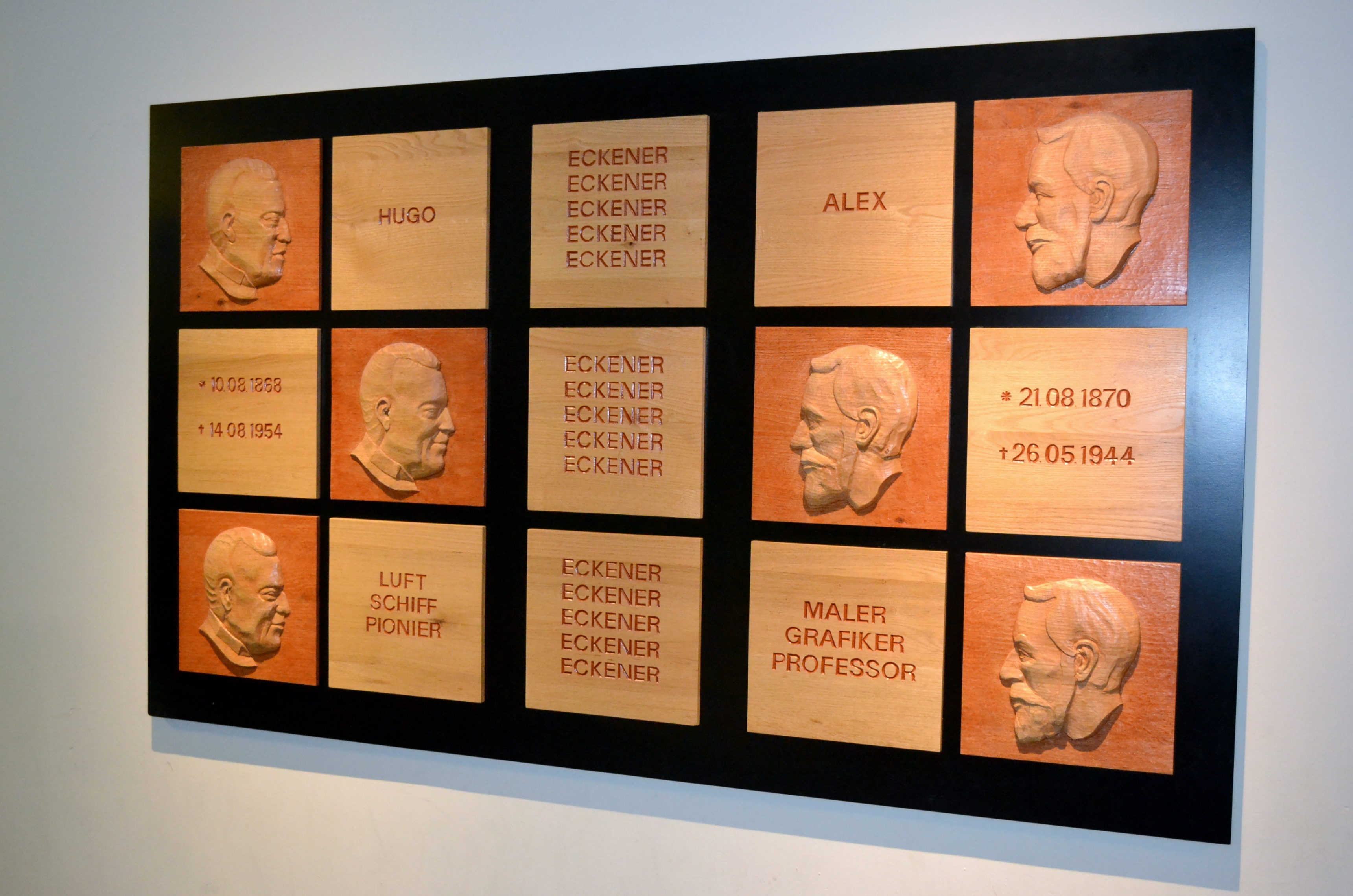
Reliefplatte Eckener Brüder

## Geschichte
Die Ursprünge der Eckener-Schule gehen zurück bis zum Jahr 1815. Die Schule ist seit dem 1. August 2006 nach den Gebrüdern Hugo und Alexander Eckener aus Flensburg benannt. Am 6. Oktober 2006 wurde die Umbenennung von Gewerbliche Berufliche Schulen der Stadt Flensburg in Eckener-Schule, Berufliche Schule der Stadt Flensburg, offiziell mit einem Festakt gefeiert.
Das Schulprogramm der Eckener-Schule wurde erstmals 2001 verabschiedet. Die Eckener-Schule RBZ Flensburg AöR ist seit dem 1. Januar 2008 eine eigenverantwortlich handelnde berufliche Bildungseinrichtung für die Region. Die Schule erfüllt den staatlichen Bildungsauftrag der Berufsbildenden Schulen gemäß den §§ 4, 8 und 88 bis 93 SchulG-SH.

## Schulangebot
Das Bildungsangebot ist geprägt von dem Anspruch an Durchlässigkeit und Anschlussfähigkeit, so dass die Schülerinnen und Schüler eine optimale Förderung in einem für sie geeigneten Bildungsweg finden. In den verschiedenen Bildungsgängen können alle allgemeinbildenden Schulabschlüsse erworben werden. Das Angebot reicht neben der Berufsschule von berufsvorbereitenden Schulformen über die Berufsfachschulen, die Fachoberschule, die Berufsoberschule und das Berufliche Gymnasium bis zur Fachschule. In den Schulformen wird ein differenziertes Angebot von Profilen und Fachrichtungen aus den Bereichen Technik und Gestaltung angeboten.
An den beiden Hauptstandorten in Flensburg in der Friesischen Lücke und der Schützenkuhle befinden sich Räume, Labore und Ausstattungen, die eine zeitgemäße Pädagogik im Unterricht mit modernen Werkzeugen, Maschinen und Anlagen aus der betrieblichen Arbeitswelt ermöglichen. Ein weiterer Standort ergibt sich aus der Kooperation mit der allgemeinbildenden Zentralschule Harrislee.
Das RBZ Eckener-Schule ist in einem engen Netzwerk mit Betrieben, Institutionen und Bildungseinrichtungen in der Stadt Flensburg und der Region eingebunden. Die vertrauensvolle Zusammenarbeit ermöglicht eine differenzierte Verzahnung der Lernorte in Betrieb und Schule und im Übergang zum Studium.
Die Angebote der Eckener-Schule orientieren sich überwiegend an den Berufsfeldern der Technik und Gestaltung. Das Bildungsangebot umfasst:
- Berufsvorbereitung
- Berufsschule für Ausbildungsberufe in den folgenden Bereichen:
  - Bautechnik
  - Elektrotechnik
  - Farbtechnik
  - Floristik
  - Holztechnik
  - Informationstechnik
  - Kfz-Technik
  - Metalltechnik
- Berufsfachschule I
- Berufsfachschule II (Berufsfachschule Holzbildhauerei)
- Berufsfachschule III
- Berufsoberschule Technik/Gestaltung
- Fachoberschule Technik/Gestaltung
- Berufliches Gymnasium Technik
- Fachschule für Technik und Gestaltung

## Besonderheiten
Die Eckener-Schule unterhält ebenso wie die beiden anderen regionalen Berufsbildungszentren Flensburgs, RBZ HLA – Die Flensburger Wirtschaftsschule und RBZ Hannah-Arendt-Schule, Kooperationsverträge mit Gemeinschaftsschulen ohne Oberstufe. Dies sichert Schülern, die diese Schulen mit einem mittleren Schulabschluss verlassen und die Zulassungsvoraussetzungen erfüllen, den Übergang in die Oberstufe zu. Entsprechend der Neigungen der Schüler können aus dem Angebot der drei regionalen Berufsbildungszentren Profile im gewerblich-technisch-gestalterischen, wirtschaftlichen oder sozialen Bereich ausgewählt werden. Kooperationsschulen der Eckener-Schule in Flensburg sind: Gemeinschaftsschule West, die Käthe-Lassen-Schule, die Comenius-Schule und die Friholtschule. Im Kreisgebiet bestehen Kooperationen mit der Grund- und Gemeinschaftsschule Schafflund, der Struensee Gemeinschaftsschule Satrup und der Zentralschule Harrislee.
Das RBZ Eckener-Schule nimmt außerdem regelmäßig an verschiedenen Programmen teil, die der Schulentwicklung dienen. Beispiele sind die Teilnahme an unterschiedlichen Erasmus-Projekten sowie die COMENIUS-Schulpartnerschaft (2021–2023). Ebenso setzt sich die Eckener-Schule für die grenzüberschreitende Zusammenarbeit zwischen Dänemark und Deutschland ein. Unter anderem diesem Ziel diente auch die Mitarbeit im Interreg-Projekt InProReg sowie dem Interreg-Projekt NEST. Zusätzlich ist die Schule im Rahmen des Programms Zukunftsschule.SH seit 2015 auf der Stufe „Wir arbeiten im Netzwerk“ zertifiziert.
An der Schule und nach dem Erreichen eines Abschlusses stehen den Schülern verschiedene Möglichkeiten offen. Die Eckener-Schule bietet den Schülern eine Berufs- und Studienorientierung auch in Zusammenarbeit mit der Agentur für Arbeit bzw. der Jugendberufsagentur, um den Schülern vielfältige Möglichkeiten aufzuzeigen und bei der Auswahl zu unterstützen. Mit der Verleihung des Berufswahl-SIEGEL-SH (2017) und einer fortlaufenden Rezertifizierung wird die Qualität dieser Beratung ausgezeichnet.
Schüler der Eckener-Schule beteiligten sich regelmäßig am Wettbewerb Jugend forscht.